# Girolamo Colonna der Ältere

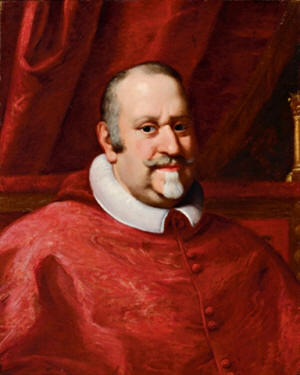
Girolamo Kardinal Colonna (Gemälde um 1660)

Girolamo Colonna (* 23. März 1604 in Orsogna; † 4. September 1666 in Finale Marina bei Genua) war ein italienischer Kardinal und Mitglied der Adelsfamilie Colonna.

## Leben
Girolamo Colonna wurde in Orsogna geboren. Zu den Mitgliedern seiner weiteren Familie gehörten zahlreiche italienische Fürsten und Adelige des 17. Jahrhunderts. Seine Eltern waren Filippo I. Colonna, Herzog und Fürst von Paliano, und dessen Ehefrau Lucrezia Tomacelli. Seine Schwester, Anna Colonna, war mit Taddeo Barberini verheiratet, dem Bruder der Kardinäle Francesco und Antonio Barberini.
Von einem weiteren Schwager, Maffeo Barberini, stammten der Neffe und Kardinal Carlo Barberini sowie die Nichte Lucrezia Barberini, welche wiederum Francesco I. d’Este heiratete.
Colonna wurde auf Bitten seiner Schwester Anna am 30. August 1627 vom Barberini-Papst Urban VIII. (dem Onkel seines Schwagers Taddeo) zur Kardinalswürde erhoben und 28. Februar 1628 als Kardinaldiakon von Sant’Agnese in Agone installiert.
Von 1632 bis 1645 war Girolamo Colonna Erzbischof von Bologna, wozu er am 27. Dezember 1632 in der Lateranbasilika durch Bischof Cristoforo Caetani die	Priesterweihe und am 2. Januar 1633 durch Kardinal Antonio Marcello Barberini in der römischen Kirche Sant’Egidio in Trastevere die Bischofsweihe erhielt.
Nach dem Tod von Papst Urban VIII. nahm Girolamo Colonna am Konklave 1644 teil, in welchem Papst Innozenz X. gewählt wurde. Er war Erzpriester der Lateranbasilika und Legatus a latere für die Öffnung und Schließung der Heiligen Pforte in der Lateranbasilika im Jahr des Giubileo universale 1650. Auch am Konklave 1655, in welchem Papst Alexander VII. gewählt wurde, war er beteiligt.
Bereits Papst Innozenz X. ernannte ihn zum Botschafter des Heiligen Stuhles in Spanien. Er wurde von König Philipp IV. nach Spanien gerufen und als Ratgeber in Staats- und Militärangelegenheiten beauftragt. Außerdem zelebrierte er die Liturgie zur Trauung zwischen Kaiser Leopold I. und Infantin Margarita, der Tochter von Philipp IV. Als Legat begleitete er sie nach Deutschland.
In Spanien wurde er von dem damals 17-jährigen Jules Mazarin begleitet, der später ebenfalls Kardinal werden sollte und Colonnas Schwager Taddeo und seine Brüder unterstützte, als sie während des Schismas zwischen den Barberini und den Pamphili nach Frankreich ins Exil gingen. Seit 21. November 1661 war Colonna	Kardinalbischof von Frascati.
König Philipp IV. starb 1665 und Colonna beteiligte sich an den letzten Riten. Nach dem Tod des Königs kehrt Colonna nach Italien zurück, starb dort aber am 4. September 1666 im Dominikaner-Konvent in Finale Marina bei Genua.
Briefe aus Mailand und Genua vom 15. Januar 1667 überbrachten die Nachricht. Nach sechs Jahren wurden seine sterblichen Überreste nach Rom überführt und in der Kapelle seiner Familie in der Lateranbasilika beigesetzt.